# Montparnasse-Pondichéry
Montparnasse-Pondichéry je francouzská romantická komedie z roku 1993, kterou režíroval Yves Robert.

## Děj
Julie přichází na uměleckou školu, kde se seznamuje s trumpetistou.

## Obsazení
| Miou-Miou          | Julie François                             |
| Yves Robert        | Léopold Bonhomme zvaný Léo                 |
| André Dussollier   | Bertin, profesor filozofie                 |
| Judith Magre       | Chamot, profesorka matematiky              |
| Jacques Perrin     | Raoul Marquet                              |
| Maxime Leroux      | Felix                                      |
| Éric Berger        | Léův syn                                   |
| Geneviève Fontanel | paní Meriel                                |
| Anne-Marie Philipe | Corot, profesorka kreslení                 |
| Amanda Rubinstein  | žákyně Sarah                               |
| Lisa Martino       | Hélèna, dcera Julie                        |
| Nicolas Giraudi    | Dominique Rivière, žák zamilovaný do Julie |